# Паутинник браслетчатый
Паути́нник брасле́тчатый, или кра́сный (лат. Cortinarius armillatus) — вид грибов, входящий в род Паутинник (Cortinarius) семейства Паутинниковые (Cortinariaceae).

## Описание
Пластинчатый шляпконожечный гриб с паутинистым покрывалом. Шляпка взрослых грибов достигает 5—11 см в диаметре, у молодых грибов выпуклая, затем плоско-выпуклая, с тупым бугорком в центре, немного гигрофанная. Поверхность в центре часто мелкочешуйчатая, ближе к краю волокнистая, по краю часто с остатками покрывала, желтовато-красноватая до жёлто-коричневой. Пластинки гименофора приросшие зубцом к ножке, средней частоты, у молодых грибов коричневатые, при созревании спор ржаво-коричневые.
Кортина красно-оранжевая.
Мякоть неоднородной окраски буроватая во влажную погоду, при подсыхании беловатая, со слабым запахом.
Ножка достигает 7—20 см в длину и 1—1,5 см в толщину в верхней части, с булавовидным основанием, шелковисто-волокнистая, с несколькими отчётливыми красно-оранжевыми поясками, сама — серовато-коричневая.
Споровый отпечаток ржаво-коричневого цвета. Споры 9—12,5×6,5—7 мкм, эллиптические, с бородавчатой поверхностью.
Съедобный гриб, не имеющий близких ядовитых видов, однако, редко собираемый.

### Сходные виды
Паутинник браслетчатый достаточно легко отличается ото всех близких видов произрастанием только под берёзой и красно-оранжевыми, и не винно- или розово-красными поясками на ножке.
- Cortinarius luteo-ornatus (M.M.Moser) Bidaud, Moënne-Locc. & Reumaux, 1995 произрастает в еловых и субальпийских берёзовых лесах Северной Европе и Канады. Отличается более широкими спорами и характером поверхности шляпки.
- Cortinarius suboenochelis Kytöv., Liimatainen & Niskanen, 2011 произрастает в еловых лесах, отличается желтоватой окраской шляпки и неполными розоватыми поясками на ножке.
- Cortinarius pinigaudis Niskanen, Kytöv. & Liimatainen, 2011 произрастает в сосновых лесах, отличается желтовато-красноватой шляпкой, мелкими спорами и розоватыми поясками на ножке.

## Экология и ареал
Широко распространён по голарктической зоне Евразии и Северной Америки. Произрастает в лиственных и смешанных лесах, образует микоризу с берёзой.

## Синонимы
- Agaricus armillatus Fr., 1821basionym
- Agaricus bulliardii var. squamulosus Alb. & Schwein., 1805
- Hydrocybe armillata (Fr.) M.M.Moser, 1953
- Telamonia armillata (Fr.) Wünsche, 1877